# Остап'ївська сільська рада (Підволочиський район)
Оста́п'ївська сільська́ ра́да — адміністративно-територіальна одиниця та орган місцевого самоврядування в Підволочиському районі Тернопільської області. Адміністративний центр — село Остап'є.

## Загальні відомості
- Територія ради: 4,512 км²
- Населення ради: 1 785 осіб (станом на 2001 рік)

## Населені пункти
Сільській раді підпорядковані населені пункти:
- с. Остап'є

## Склад ради
Рада складається з 20 депутатів та голови.
- Голова ради: Савончак Петро Васильович
- Секретар ради: Копняк Наталія Зіновіївна

### Керівний склад попередніх скликань
| Прізвище, ім'я, по батькові | Основні відомості                                                                                  | Дата обрання | Дата звільнення |
| --------------------------- | -------------------------------------------------------------------------------------------------- | ------------ | --------------- |
| Пашківський Петро Павлович  | Сільський голова, 1960 року народження, безпартійний                                               | 26.03.2006   | 31.10.2010      |
| Савончак Петро Васильович   | Сільський голова, 1976 року народження, освіта вища, член Всеукраїнського об'єднання «Батьківщина» | 31.10.2010   |                 |

Примітка: таблиця складена за даними сайту Верховної Ради України

### Депутати
За результатами місцевих виборів 2010 року депутатами ради стали:

#### За суб'єктами висування
| Суб'єкт висування                                       | Кількість обраних депутатів | %  |
| ------------------------------------------------------- | --------------------------- | -- |
| Самовисування                                           | 17                          | 85 |
| Комуністична партія України                             | 1                           | 5  |
| Політична партія Всеукраїнське об'єднання «Батьківщина» | 1                           | 5  |
| Соціалістична партія України                            | 1                           | 5  |

#### За округами
| № округу                                                | Прізвище, ім'я, по батькові      | Дата визнання обраним | Освіта             | Партійна приналежність                        | Відомості про обраного депутата                                      |
| ------------------------------------------------------- | -------------------------------- | --------------------- | ------------------ | --------------------------------------------- | -------------------------------------------------------------------- |
| Комуністична партія України                             |                                  |                       |                    |                                               |                                                                      |
| 5                                                       | Назар Ольга Брониславівна        | 05.11.2010            | середня спеціальна | член Комуністичної партії України             | Відділення поштового зв'язку, начальник відділення поштового зв'язку |
| Політична партія Всеукраїнське об'єднання «Батьківщина» |                                  |                       |                    |                                               |                                                                      |
| 12                                                      | Куйбіда Богдан Євстахович        | 05.11.2010            | середня спеціальна | член Всеукраїнського об'єднання «Батьківщина» | Т-н                                                                  |
| Соціалістична партія України                            |                                  |                       |                    |                                               |                                                                      |
| 16                                                      | Лебідь Ольга Сергіївна           | 05.11.2010            | вища               | член Соціалістичної партії України            | Т-н                                                                  |
| Самовисування                                           |                                  |                       |                    |                                               |                                                                      |
| 1                                                       | Попівчак Надія Ярославівна       | 05.11.2010            | середня спеціальна | позапартійна                                  | приватний підприємець                                                |
| 2                                                       | Копняк Наталія Зіновіївна        | 05.11.2010            | вища               | позапартійна                                  | Вихователь ДНЗ, вихователь                                           |
| 3                                                       | Козак Галина Василівна           | 05.11.2010            | вища               | позапартійна                                  | Остап'євська сільська рада, бухгалтер                                |
| 4                                                       | Палац Олег Павлович              | 05.11.2010            | середня спеціальна | позапартійний                                 | Т/н                                                                  |
| 6                                                       | Кец Роман Михайлович             | 05.11.2010            | середня спеціальна | позапартійний                                 | АСЛ с. Остап'є, водій                                                |
| 7                                                       | Шило Богдан Євстахович           | 05.11.2010            | вища               | позапартійний                                 | Т-н                                                                  |
| 8                                                       | Низдропа Володимир Володимирович | 05.11.2010            | середня спеціальна | позапартійний                                 | приватний підприємець                                                |
| 9                                                       | Козак Наталія Михайлівна         | 05.11.2010            | середня спеціальна | позапартійна                                  | Т-н                                                                  |
| 10                                                      | Шило Марія Михайлівна            | 05.11.2010            | середня спеціальна | позапартійна                                  | АСЛ с. Остап'є, зав. аптечним пунктом                                |
| 11                                                      | Шпак Ганна Іванівна              | 05.11.2010            | вища               | позапартійна                                  | Будинок школяра м. Скалат, вчитель                                   |
| 13                                                      | Чомко Ганна Павлівна             | 05.11.2010            | середня спеціальна | позапартійна                                  | АСЛ с. Остап'є, медсестра                                            |
| 14                                                      | Фучило Михайло Іванович          | 05.11.2010            | середня спеціальна | позапартійний                                 | Т-н                                                                  |
| 15                                                      | Буряк Петро Михайлович           | 05.11.2010            | середня спеціальна | позапартійний                                 | Т-н                                                                  |
| 17                                                      | Шельма Ганна Богданівна          | 05.11.2010            | середня спеціальна | позапартійна                                  | Остап'євськийСБК, директор СБК                                       |
| 18                                                      | Мудра Ганна Миколаївна           | 05.11.2010            | середня спеціальна | позапартійна                                  | Остап'євська сільська рада, секретар                                 |
| 19                                                      | Попівчак Марія Михайлівна        | 05.11.2010            | середня спеціальна | позапартійна                                  | Остап'євська сільська рада, зав. ВУС                                 |
| 20                                                      | Івашків Оксана Михайлівна        | 05.11.2010            | середня спеціальна | позапартійна                                  | Т-н                                                                  |